# 布林克曼數
布林克曼數（Br）是和流動的粘滯流體和管壁的熱傳導有關的無量綱，和聚合物生產的製程有關。布林克曼數有幾種定義，以下是一種定義：
{\displaystyle \mathrm {Br} ={\frac {\mu u^{2}}{\kappa (T_{w}-T_{0})}}=\mathrm {Pr} \,\mathrm {Ec} }
其中木
- μ 為動黏度
- u 為流速
- κ 為熱導率
- T0為流體的溫度
- Tw為管壁溫度
- Pr為普朗特数
- Ec為埃克特數[1]

布林克曼數是粘滞扩散產生的熱和分子傳導傳遞的熱之間的比例，也就是粘滞熱和外部加熱之間的比例，其比例越高，表示外部加熱相對於粘滞熱的比例越低，因此溫度上昇的越慢。
例如一個螺杆挤出机，讓聚合物熔化需要的能量主要來自以下兩個來源：
- 不同速度的流體相互位移產生的粘滞熱。
- 經過挤压机壁的直接熱傳導。

前者是由驅動挤压机的馬達所提供，後者則是由加熱器提供，布林克曼數就是這兩種熱源的比例。

### 引用
1. ↑  Michael M. Khonsari; E. Richard Booser. . John Wiley & Sons. 28 July 2008: 125  [19 July 2012]. ISBN 978-0-470-05944-9.
2. ↑  Robert S. Brodkey; Harry C. Hershey. . Brodkey Publishing. 1988: 333  [19 July 2012]. ISBN 978-0-9726635-9-5.
3. ↑  José Pontes. . Editora E-papers. : 113–  [19 July 2012]. ISBN 978-85-87922-44-1. （原始内容存档于2014-07-15）.